# Auckland 1996
 (septembre 2016).
Si vous disposez d'ouvrages ou d'articles de référence ou si vous connaissez des sites web de qualité traitant du thème abordé ici, merci de compléter l'article en donnant les références utiles à sa vérifiabilité et en les liant à la section « Notes et références ».
Auckland 1996: The New Zealand Broadcast est un album live non officiel de Michael Jackson sorti le 29 avril 2016. Il a été enregistré le 11 novembre 1996 au Ericsson Stadium d'Auckland lors du HIStory World Tour.

## Liste des titres
| 1.      | Introduction                                                  | 4:12 |
| 2.      | Scream                                                        | 3:31 |
| 3.      | They Don't Care About Us                                      | 2:51 |
| 4.      | In the Closet                                                 | 1:25 |
| 5.      | Smooth Criminal                                               | 6:29 |
| 6.      | The Way You Make Me Feel                                      | 4:20 |
| 7.      | I Wan't You Back                                              | 1:25 |
| 8.      | The Love You Save                                             | 1:00 |
| 9.      | I'll Be There                                                 | 3:03 |
| 10.     | Rock with you / Off the wall / Don't Stop 'Til You Get Enough | 4:10 |
| 11.     | Billie Jean                                                   | 9:06 |
| 12.     | Thriller                                                      | 6:10 |
| 13.     | Beat It                                                       | 5:46 |
| 14.     | Black or White                                                | 4:03 |
| 15.     | Earth Song                                                    | 8:52 |
| 16.     | HIStory                                                       | 7:41 |
| 1:13:58 |                                                               |      |